# Teca (biologia)
Se procura a árvore ou a sua madeira, veja Tectona grandis.

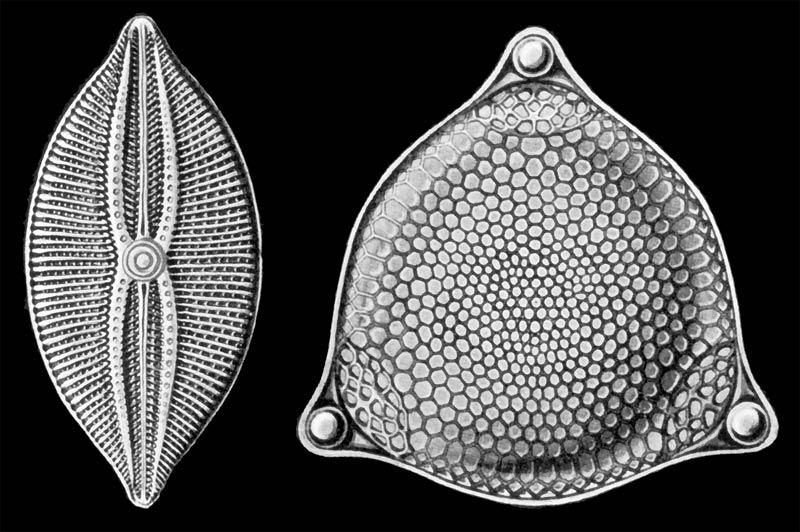
Tecas de diatomáceas (desenhos de Ernst Haeckel).

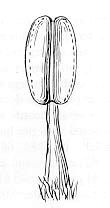
Antera com tecas paralelas (morangueiro).

Teca (do grego: theke, por vezes escrito na forma latinizada theca; plural thecae) é a designação dada em diversas disciplinas da Biologia às estruturas anatómicas de cobertura, invólucro e protecção que assumem a forma de uma caixa, particularmente quando são arredondadas, deiscentes ou se podem separar facilmente em duas metades. As estruturas onde exista uma teca, ou que assumem morfolgia semelhante, são designadas por atecadas.

## Protistas
No estudo da morfologia dos protistas designa-se por teca a estrutura externa dura, de natureza orgânica ou mineral, em forma de carapaça, que protege a célula de alguns protistas, em particular múltiplas espécies de diatomáceas e dinoflagelados.
Nas diatomáceas, a teca é composta por duas peças que encaixam como uma caixa, na qual a "tampa" é em geral denominada frústula.
Nos dinoflagelados a teca é mais complexa, sendo composta por várias placas, sendo por vezes denominada armadura. Quando assume a forma de uma concha interna, a denominação correcta é testa.

## Botânica
Em botânica, a teca de uma angiosperma consiste num par de microsporângios adjacentes que compartilham uma área comum de deiscência. Como as maioria das anteras são formadas no vértice de um filamento com simetria bilateral, a antera típica é bilocular, ou seja, constituído por duas tecas. Cada teca contém dois microsporângios, também conhecido por sacos polínicos. Os microsporângios produziem os grãos de pólen. Nas plantas que produzem tecas, as células exteriores da teca formam a epiderme do órgão reprodutor masculino, podendo o arranjo de um estame tecal típico assumir as seguintes formas:
- Divergente: ambas as tecas na linha mediana, formando um ângulo agudo com o filamento;
- Transversal: ambas tecas exatamente em linha, em ângulos retos com o filamento;
- Oblíqua: as tecas fixadas entre si de forma oblíqua;
- Paralelo: a tecas fixadas de forma paralela.